# 家路PART2
『家路PART2』（いえじパートツー）は、TBS系列で1979年11月14日から1980年2月6日まで放送されていたドラマ。毎週水曜日 21:00 - 21:55放送。

## 内容
- 音楽を志す息子、出版社への就職を希望する娘など、ある家族がおりなす人間模様。『家路〜ママ・ドント・クライ』の続編。設定が大きく変わっている。
- 前作の視聴率低迷により設定を変え仕切り直したが、視聴率向上には繋がらなかった。

## キャスト
- 唐沢雪子 - 京マチ子
- 唐沢晴之介（長男） - 郷ひろみ
- 唐沢渚（次女） - 浅野温子
- 美佐子 - 紺野美紗子
- 梅子（李の妹） - 高見知佳
- 唐沢薫（長女） - 梶芽衣子
- 理絵 - 森マリア
- 友田 - 小林アトム
- 庚朱慶 - タモリ
- 李斉足 - 近田春夫
- 王郭幕 - 久保田二郎
- 呉 - 西東洋
- 立花宗一 - 池部良
- 唐沢鶴吉 - 佐野浅夫

## スタッフ
- 脚本 - 松原敏春、重森孝子、森薫
- 演出 - 宮田吉雄、近藤邦勝、峰岸進、服部晴治、遠藤環
- 制作 - TBS

挿入歌
- カーラ・ボノフ
- ジョージ・ラム（林子祥）「YMCA好知己（みなともだち）」[1][注 1]

## サブタイトル
| 話数 | 放送日         | サブタイトル               | 脚本     | 演出             | ゲスト                       | 視聴率 |
| ---- | -------------- | -------------------------- | -------- | ---------------- | ---------------------------- | ------ |
| 1    | 1979年11月14日 | 大暴走!!ナギサの一番長い夜 | 松原敏春 | 宮田吉雄         |                              | 10.0%  |
| 2    | 11月21日       | ブタと共に去りぬ           | 松原敏春 | 近藤邦勝         |                              | 9.9%   |
| 3    | 11月28日       | 白竜来たりて涙する         | 重森孝子 | 宮田吉雄、峰岸進 | 占いの先生・周：浜村純       | 7.9%   |
| 4    | 12月5日        | こんな女に誰がした         | 松原敏春 | 服部晴治         | まゆみ（薫の友人）：篠ひろ子 | 6.8%   |
| 5    | 12月12日       | WOW! 真夜中のドロボーイ    | 森薫     | 近藤邦勝         |                              | 6.5%   |
| 6    | 12月19日       | 薫さんボク愛してるう!      | 松原敏春 | 宮田吉雄         |                              | 5.6%   |
| 7    | 12月26日       | 忘年会だよ全員集合!        | 重森孝子 | 遠藤環           |                              | 7.7%   |
| 8    | 1980年1月2日   | 80貧しき時代の厨長         | 松原敏春 | 近藤邦勝         | 米沢：河村弘二               | 4.4%   |
| 9    | 1月9日         | ああ! マイレディー         | 森薫     | 服部晴治         |                              | 6.9%   |
| 10   | 1月16日        | 出生の秘密                 | 重森孝子 | 服部晴治         | 静子：絵沢萠子               | 6.6%   |
| 11   | 1月23日        | ある日具志堅のごとく       | 松原敏春 | 遠藤環           |                              | 6.4%   |
| 12   | 1月30日        | 逆転マイウェイ             | 森薫     | 近藤邦勝         | 毛：はしだのりひこ           | 7.0%   |
| 13   | 2月6日         | 2億5000万円の遺産          | 松原敏春 | 宮田吉雄         | 田島：山本麟一               | 8.0%   |